# Antonio Enzi
Antonio Enzi, detto Toni (Predoi, 1948 – Saas-Fee, 1979), è stato uno sciatore alpino e allenatore di sci alpino italiano.

## Biografia
Specialista delle prove veloci originario della Valle Aurina, Enzi vinse la medaglia d'argento nello slalom gigante ai Campionati italiani 1972 e nella successiva stagione 1972-1973 gareggiò in Coppa del Mondo: esordì il 10 dicembre a Val-d'Isère in discesa libera (18º, suo miglior risultato nel circuito), ottenne l'ultimo piazzamento il 27 gennaio a Kitzbühel nella medesima specialità (26º) e prese per l'ultima volta il via il 3 febbraio a Sankt Anton am Arlberg ancora in discesa libera, senza completare la gara. La sua carriera fu compromessa da un grave infortunio occorsogli a Ponte di Legno durante la discesa libera dei Campionati italiani 1973, disputata il 22 febbraio; tentò di ritornare all'agonismo un anno dopo, ma un nuovo infortunio lo costrinse al ritiro. Non prese parte a rassegne olimpiche o iridate.
Divenuto dopo il ritiro allenatore di zona in Alto Adige, nel 1977 fu inserito nei quadri della nazionale italiana; morì travolto da una slavina a Saas-Fee nel 1979 durante un'ispezione di pista.

## Palmarès

### Campionati italiani
- 1 medaglia[3]:
  - 1 argento (slalom gigante nel 1972)